# Мирослав Дешковић
Мирослав Дешковић (Сплит, 28. јануар 1907 — Омиш, 3. октобар 1943) био је југословенски фудбалер.

## Биографија
Дешковић је играо на позицији одбрамбеног играча, најчешће на позицији центархалфа. Каријеру је започео у сплитском Борцу, да би 1926. године дошао у Хајдук. Дрес Хајдука је носио све до 1939. године. За Хајдук је одиграо укупно 363 сусрета и постигао 19 голова. Учествовао је у освајању прве две Хајдукове титуле шампиона Југославије 1927. и 1929. године.
За репрезентацију Југославије је одиграо једну утакмицу. Наступио је у пријатељској утакмици против репрезентације Пољске у Познању 25. октобра 1931. године (резултат 3:6).
Погинуо је у Другом светском рату 3. октобра 1943. у Гатима изнад Омиша. Посмртни остаци Мирослава Дешковића су 1946. године пренети у породичну гробницу на старом гробљу у Омишу.